# Марко Перић
Марко Перић (Београд, 5. фебруар 1984) је српски футсалер.

## Каријера

### Клуб
Универзално са великим физичким и техничким способностима, на почетку каријере био је међу најбољима у континенталном фудбалу. Перић је почео своју каријеру у фудбалу, играјући се у омладинском сектору Црвене звезде и Обилићу, и сазрео је страно искуство на чешкој обуци. Почео је да игра фудбал у Марбо Београд са којим је освојио четири узастопна национална наслова, играјући редовно у Купу УЕФА где га је приметио клуб Дина Москва који му је купио његове наступе 2008. године. Ухваћен у најанонимнијим сезонама славног руског друштва, Србин остаје ту за сјај, на крају којег га купује азербејџански Araz Naxçıvan који га одмах посуђује Iberia Star Tbilisi са којим игра последње четири утакмице купа УЕФА 2012-13. Следеће сезоне вратио се у Araz са којим је освојио азербејџанско првенство и дошао до завршне фазе Купа УЕФА, завршио на трећем месту иза Барселоне и Динама из Москве. У лето 2014. преселио се у италијанско првенство да игра са Real Rieti, где је био цењен због свог квалитета, али пре свега због велике разноврсности. Следећег маја, играч постаје протагониста шестомесечне суспензије, јер је на крају трке трећег четвртфинала одбио да се рукује са судијама и вређао трећег судију како пљује против његове руке, испружен у поздраву. Real Rieti је осудио играчев гест, извинио се судији и најавио да се неће жалити. Следеће сезоне се преселио у Каос.

### Национална каријера
Са својом репрезентацијом, којој је био и капитен, учествовао је на Европском првенству 2007. и првенству 2010. године.

## Клубови
- 2005—2008: "Марбо Београд"
- 2008—2012: "Дина Москва"
- 2013: "Араз"
- 2013: "Грузијски Тбилиси"
- 2013—2014: "Араз"
- 2014—2015: "Реал Ријети"
- 2015—2017: "Каос"
- 2017—2018: "Наполи"
- 2018—: "Економац"